# Bolvir

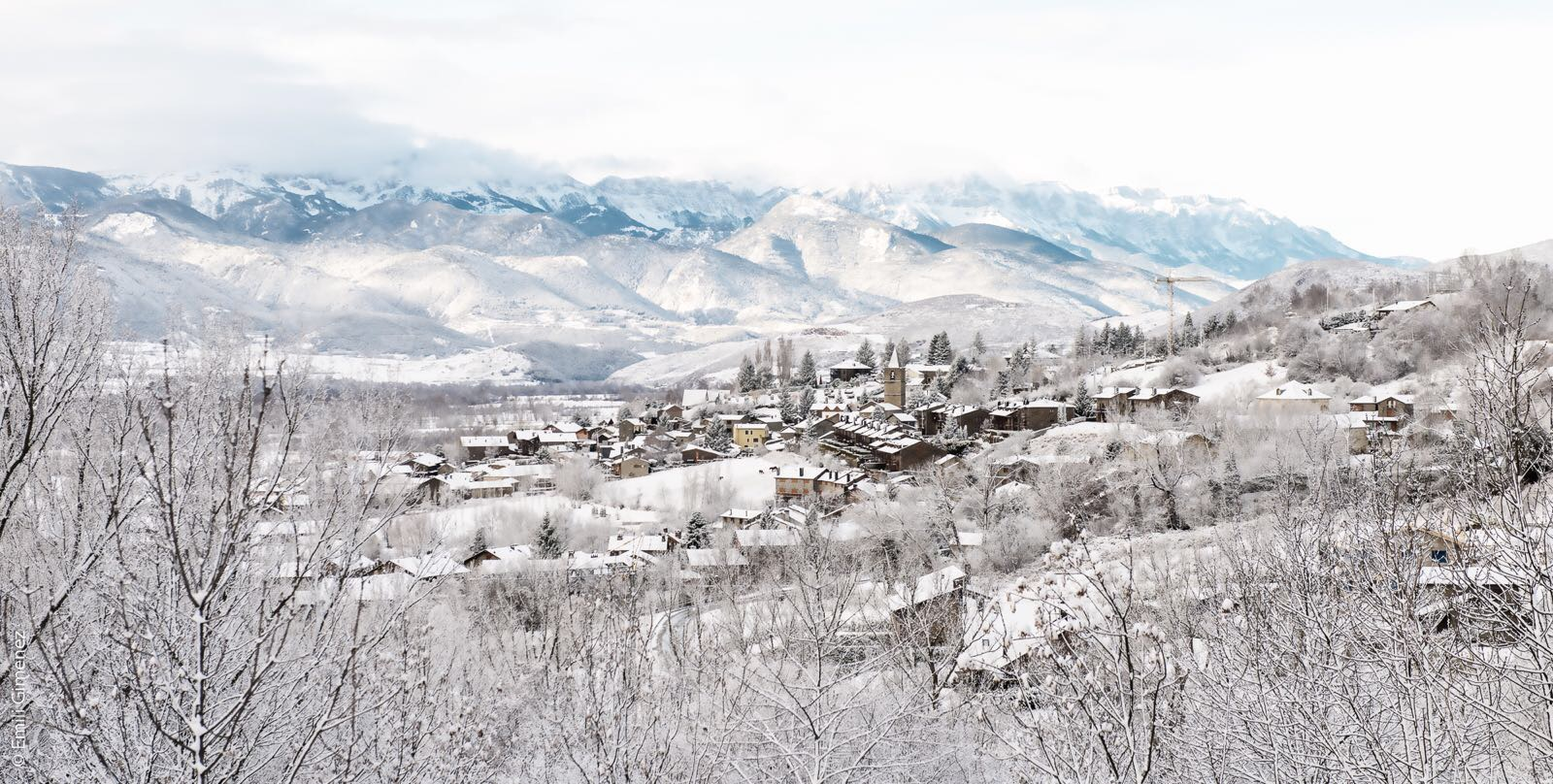
Bolvir Nevat l'any 2017. Fotografia d'Emili Giménez

Bolvir és un petit poble del Pirineu Català emmarcat per una postal privilegiada de la Vall Ceretana. Indret català amb història i excel·lència cultural, que recull monuments per visitar idealment conservats i bells del Pirineu Catala.

## Geografia
- Llista de topònims de Bolvir (Orografia: muntanyes, serres, collades, indrets..; hidrografia: rius, fonts...; edificis: cases, masies, esglésies, etc).

El territori es distribueix en dues parts clarament diferenciades pel seu relleu geogràfic: la plana del sud és Talltorta i el mateix Bolvir, al nord, força més accidentat.
El terme municipal té una extensió de 10,61Km i el poble està a 1.145 m. d'altitud.
Des de l'Església de Santa Cecília que permet descobrir el Romànic en tota la seva essència, amb el seu retaule gòtic del S.XV, fins a la tímida Capella de la Mare de Déu de l'Esperança, un lloc cristià que inspira pau i sobrietat.
La modesta joia de Sant Climent de Talltorta, una església revestida amb pintures murals del S.XVIII que ornamenta la totalitat d'aquest temple i ens trasllada a l'època de l'art barroc més rural. Un exemple únic de l'època més punyent que va viure aquestes terres ceretanes, i una descoberta declarada Bé Cultural d'Interès Nacional.
El Castellot; hom considera un dels orígens de la Cerdanya. És un jaciment arqueològic d'assentament antic, que mostra i confirma la rellevància mil·lenària d'aquest paratge. El Ibers, els Romans, els Medievals, visqueren la seva muralla, les seves fogueres, el seu caliu. Hanníbal, el gran cabdill cartaginès que jurà odi etern als romans i que travessà aquestes terres gèlides amb un exèrcit d'elefants guerrers, entre d'altres personatges de terres exòtiques i llunyanes, feren d'aquest lloc inhòspit un poblat de prestigi.
Les intervencions arqueològiques sobre el jaciment del Castellot, dins el projecte «Paisatge i Territori a la Cerdanya Antiga» (PATCA) iniciat durant el període 2014-2017,  es poden consultar a les publicacions «ERA», intervencions fetes amb la col·laboració de l'Espai Ceretània.

## Escut

Escut de Bolvir

Blasonament: Escut caironat: de sinople, una estrella d'argent acostada de 2 relles de sable. Per timbre, una corona mural de poble.
Data d'aprovació: 13/12/1991

## Història

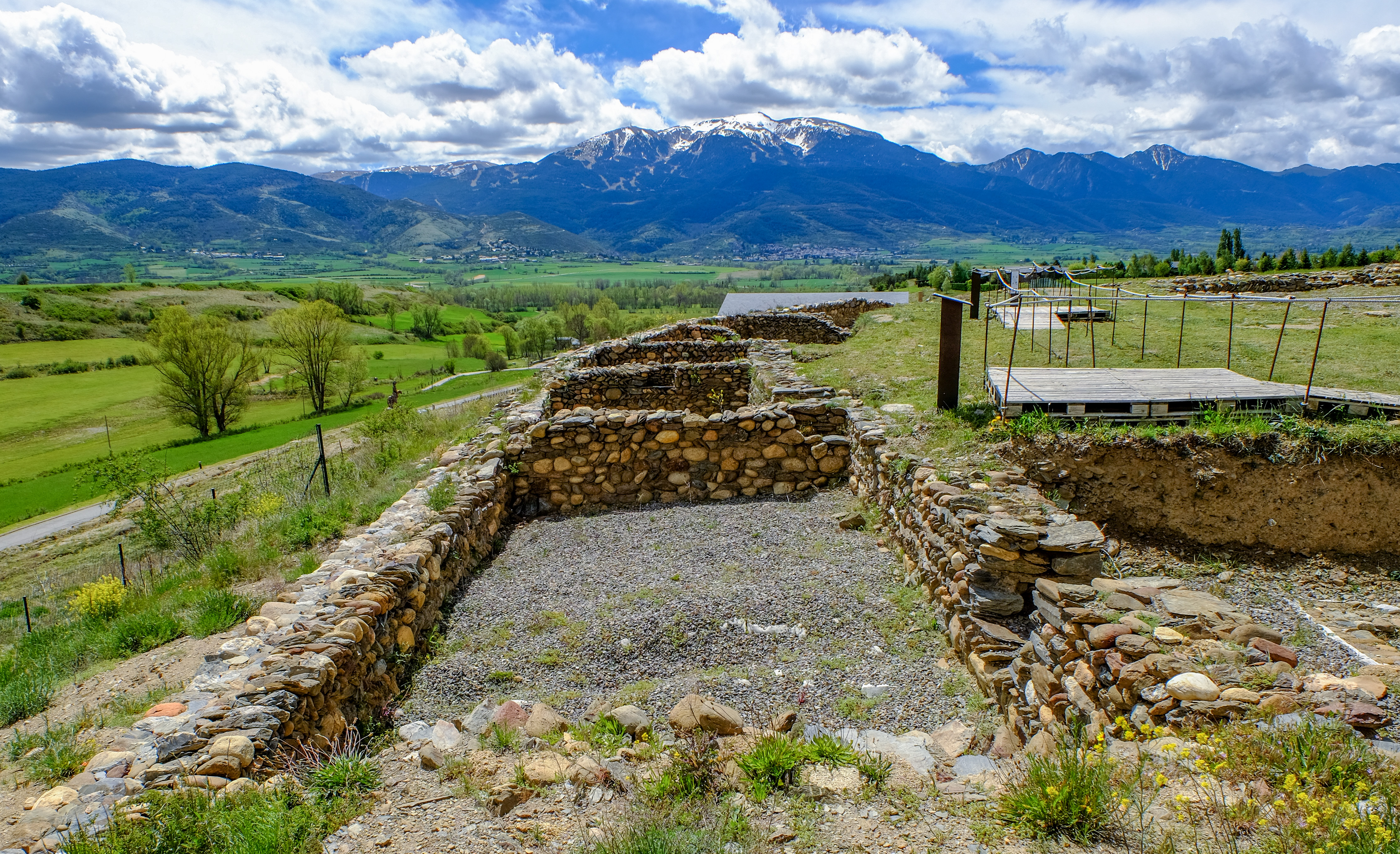
Jaciment Arqueològic Iber del Castellot de Bolvir. Fotografia d'Emili Giménez.

El primer poblament de Bolvir es produeix durant l'edat del bronze, fa uns 3.500 anys.Els orígens de Bolvir de Cerdanya són antics i de fet, es té constància d'un assentament ibèric anomenat el Castellot, que es troba en procés d'estudi i que destaca per la presència d'antecedents romans i medievals a la vegada.
Al segle II aC hi destaca un assentament ibèric, el del Castellot.
Els Romans venen al poblat ibèric de Bolvir per assentar-se i controlar el lloc estratègic on estava col·locat el poblat, els ibers de llavors accepten als romans entre ells, qui porten noves lleis de comerç i defensa, i que ajuden a millorar la defensa estratègica i militar del assentament. Els romans cada cop demanaven mes impostos, fusta dels arbres i fins i tot gel de les muntanyes, finalment va haver una revolta on els ibers es van sublevar contra els romans i van acabar capitulant. Els ibers van acabar acceptant la romanització i van abandonar el poblat per establir-se a Julia Lybica (actual Llívia).
No va ser fins al segle X-XI que els medievals per ordre dels comtes ceretans van tornar a ocupar el puig de Bolvir anomenat el Castellot, van netejar el terreny de rocs i bardisses i van tornar a aixecar un poblat amb muralles i torres de defensa.
El primer esment documentat de Bolvir és de l'any 938 amb el nom de: VULVERRI.
Al segle X l'Església parroquial de Bolvir, Santa Cecília, havia estat una possessió del monestir de Sant Miquel de Cuixà. La primera cita que se'n té és al segle IX, més concretament l'any 952 quan fou donada al monestir de Sant Miquel de Cuixà pel comte de Cerdanya Seniofred, fet confirmat pel papa Joan XIII l'any 968 i reconegut al 1268 en la concòrdia feta entre el bisbe d'Urgell i l'abat de Cuixà. L'església va ser restaurada entre 1928 i 1929, i el frontal de l'altar, que data d'entre els segles XII i XIII, es conserva al Museu Nacional d'Art de Catalunya.

La Torre de Bolvir està documentada a partir el segle XIV i estava destinada com a fortalesa. L'any 1233, la torre anomenada “forcia noviter facta apud Bolvir” fou destruïda per la concòrdia entre Nunyó Sanç i el compte de Foix. L'any 1271, Galceran de Pinós, vengué els drets sobre la batllia de Bolvir a P. de Rippa de Puigcerdà. L'any 1698 Bolvir prosseguia dins la jurisdicció de l'Abat de Cuixà, i la torre va ser reformada per habitatge.

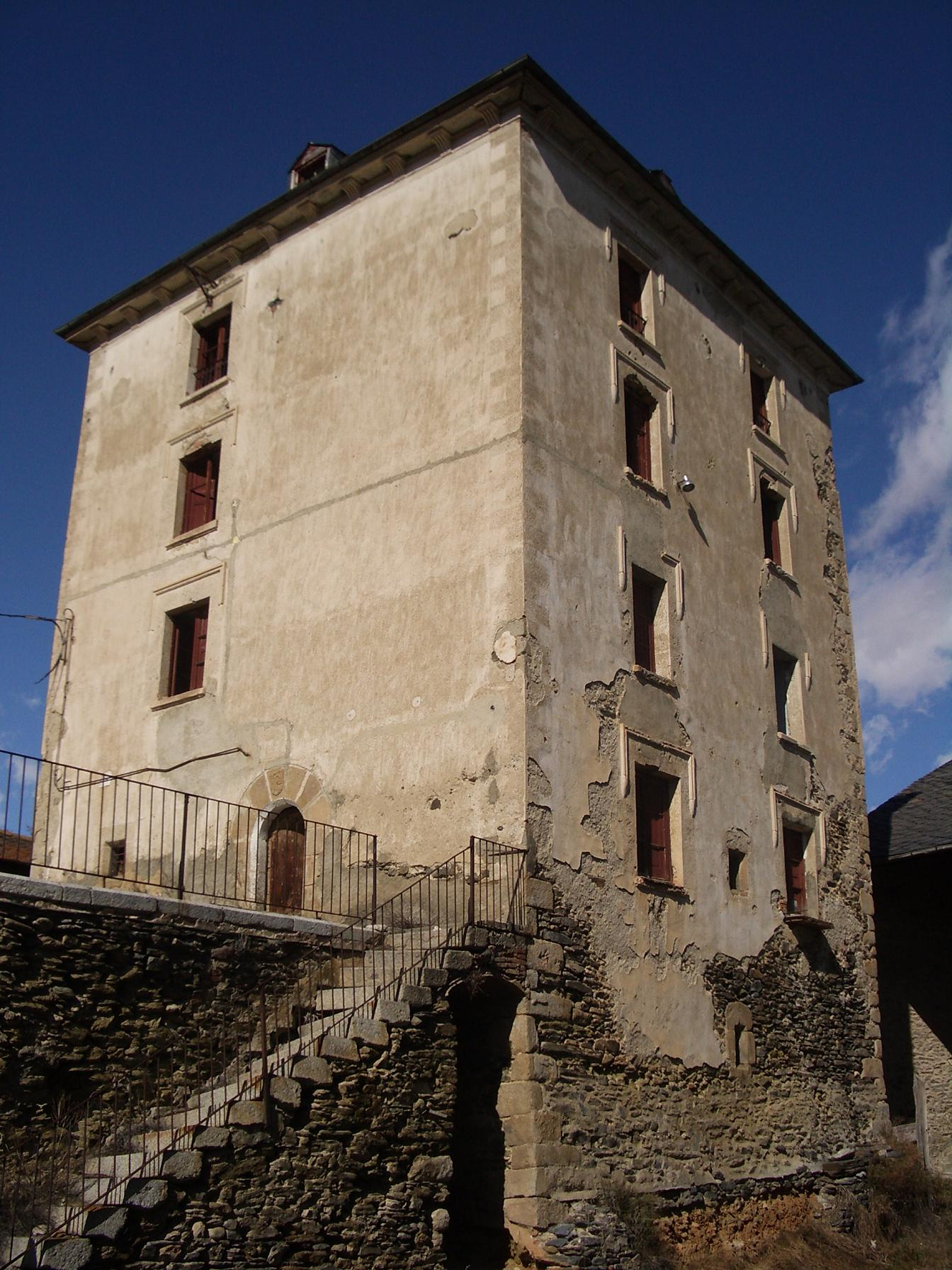
Torre de Bolvir des de l'interior del recinte.

La capella de la Mare de Déu de l'Esperança la feu edificar el prevere de Meranges Guillem Pere, l'any 1347. La làpida de marbre que es conserva a l'interior era per la tomba de Guillem Pere, però no se sap si el van arribar a enterrar allà, ja que l'any de la seva mort la tomba restava buida. La capella es va restaurar als anys 30 del segle XX. El retaule gòtic del s. XV d'aquesta capella es pot contemplar a l'església de Santa Cecília on hi és exposada. Enmig d'aquest retaule hi ha un nínxol on hi ha la reproducció de la desapareguda imatge de la Verge de Bolvir.
Entre les Espiraltes i la Pleta de Bolvir hi havia el poblat de Sallens, ja completament desaparegut, i es creu que és l'indret on se situa actualment el Mas Sallens. Aquest, tenia orígens en plena consolidació de la corona d'Aragó (any 1150 aproximadament) i se'n te constància fins a la darrera casa construïda, el Mas Sallens, de 1789.
Al vessant de la Serra de Baladora, per sobre de Saga està situat el despoblat d'Altajó, que són les restes d'un poblat medieval de la baixa edat mitjana. Avui dia encara en resten uns petits murs de no més de mig metre d'alçada i es poden apreciar la planta d'algunes habitacions rectangulars. Actualment pertany al terme municipal de Ger tot i que antigament pertanyia a Bolvir.

## Demografia
Demografia

## Economia
Activitat econòmica
Al municipi hi ha un camp de golf i diverses urbanitzacions de segones residències.

## Política i administració
Actualment l'Alcalde de Bolvir és l'Il·lustríssim Bartomeu Baqué i Muntané
| Entitat de població | Habitants (2023) |
| Bolvir              | 289              |
| Raval del Castell   | 66               |
| el Golf             | 43               |
| el Remei            | 31               |
| la Ferratgeta       | 21               |
| les Espiraltes      | 21               |
| Talltorta           | 20               |
| la Pleta            | 8                |
| la Corona           | 7                |
| Font: Idescat       |                  |

## Ajuntament de Bolvir
Edifici de Can Fanxico
Adreça: C/ de la Font, 2 17539 Bolvir
Comarca: Cerdanya
Telèfon: 972 895 001
Adreça electrònica:
General: []

## Equipaments municipals
- Poliesportiu
- Piscina
- Museu Espai Ceretània
- Local Social Santa Cecília

## Monuments de Bolvir
- Església Parroquial de Santa Cecília, d'estil Romànic amb retaule Gòtic.
- Església de Sant Climent de Talltorta
- Capella de la Mare de Déu de l'Esperança, segle xv, amb la làpida de Guillem Pere, presbíter de Meranges.[3]
- Ermita del Remei
- Torre de Bolvir
- Poblat ibèric del Castellot
- Museu Espai Ceretània
- Memorial de l'Antic Cementiri
- La Torre del Remei

## Llocs de interès
- El camí de l'aigua
- El Puig de Bolvir
- El Puig anomenat Roca de Tirallonga
- El Pont de Soler

## Béns d'interès cultural a Bolvir
- Quadre Vistes de Bolvir, Pere Borrell, 1892
- Escultura "I Conttrabandieri", Dorino Ouverier, 2015
- Escultura "La Tombada" Ernest Altés, 1989
- Escultura "Il Lavori della Stalla" Guido Diemoz, 2011
- Fotografies "Aether", Andoni Canela, 2015
- Escultura "Epona", Philippe Lavaill

Més informació dels Béns d'interès cultural a Bolvir

## Fires i festes
- 15 de maig- Festa Major de Sant Isidre
- 24 de juny- Festa de Talltorta i Aplec del Remei
- 1r cap de setmana d'agost- Festa d'estiu
- Agost-Cicle de Jazz. Festival de música molt reconegut a la comarca de la Cerdanya, obert a tots el públics i gratuïtament tots els dimecres al Poliesportiu Municipal

- 22 de novembre- Santa Cecília

Consulteu l'Agenda de Bolvir Arxivat 2017-08-04 a Wayback Machine.

## Darreres notícies
A Bolvir se celebren festivitats i celebracions al voltant de la cultura, la música, el reciclatge i els esports.
Consulteu els esdeveniments que envolten Bolvir Arxivat 2017-08-04 a Wayback Machine.

## Persones il·lustres
- Berenguera de Sella, l'any 1253 li és imputada el delicte de suposició de part per part de l'abat de Cuixà.
- Ramon de Bolvir, abat de Sant Miquel de Cuixà entre el 1309 i el 1316.
- Pere de Canal, militar i Veguer de Cerdanya (1650-)
- Cels Surroca i Salvador, metge i delegat de l'Assemblea de Manresa el 1892.